# Montois-la-Montagne
Montois-la-Montagne är en kommun i departementet Moselle i regionen Grand Est (tidigare regionen Lorraine) i nordöstra Frankrike. Kommunen ligger i kantonen Marange-Silvange som tillhör arrondissementet Metz-Campagne. År 2022 hade Montois-la-Montagne 2 717 invånare.

## Befolkningsutveckling
Antalet invånare i kommunen Montois-la-Montagne
| Referens: INSEE |